# Douyge
Die Douyge ist ein kleiner Fluss in Frankreich, der im Département Corrèze in der Region Nouvelle-Aquitaine verläuft. Sie entspringt am Plateau de Millevaches, im südwestlichen Gemeindegebiet von Pradines, entwässert generell in südwestlicher Richtung durch den Regionalen Naturpark Millevaches en Limousin und mündet nach rund 16 Kilometern an der Gemeindegrenze von Orliac-de-Bar und Beaumont als linker Nebenfluss in die Vimbelle. 

## Orte am Fluss
(Reihenfolge in Fließrichtung)
- Chastagnol, Gemeinde Chaumeil
- Chaumeil
- Le Mazeau, Gemeinde Chaumeil
- Mézinges, Gemeinde Saint-Augustin
- Saint-Augustin
- Le Mas, Gemeinde Saint-Augustin
- La Chapelle de Bort, Gemeinde Orliac-de-Bar